# Pentagon-Papiere

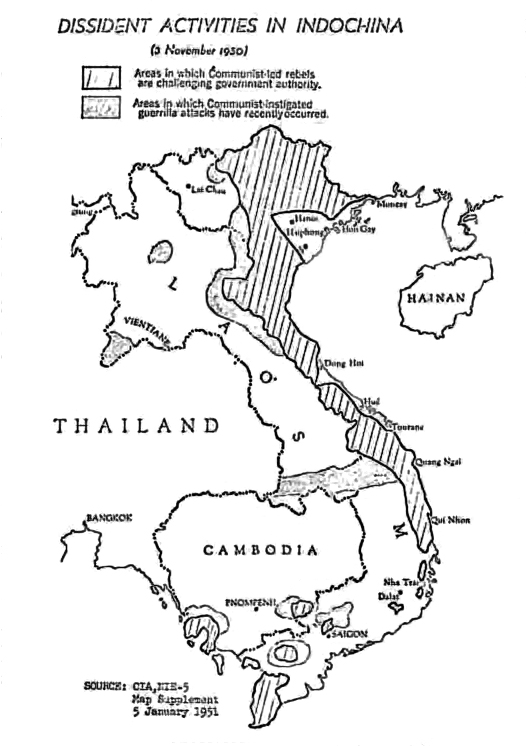
Ausschnitt aus den Pentagon-Papieren zur Dissidentenproblematik in Indochina 1950

Die Pentagon-Papiere (englisch United States-Vietnam Relations, 1945–1967: A Study Prepared by the Department of Defense, kurz Pentagon Papers) sind eine geheime Studie des US-Verteidigungsministeriums, deren auszugsweise Veröffentlichung durch die Presse im Jahr 1971 die Öffentlichkeit über systematische Desinformation der Regierung zur Rolle der USA im Vietnamkrieg aufklärte und wesentlich zur Beendigung des Krieges beitrug.

## Vorgeschichte und Veröffentlichung

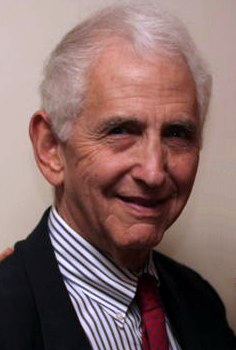
Daniel Ellsberg (2006)

Die USA hatten nach der Niederlage Frankreichs im Indochinakrieg zunehmend Militärberater nach Südvietnam geschickt, aber über die Jahre hinweg bestritten, dort selbst Krieg führen zu wollen.
1964 wurde mit einem angeblichen nordvietnamesischen Angriff im Golf von Tonkin (Tonkin-Zwischenfall) bei der US-amerikanischen Bevölkerung die Bereitschaft zum Krieg erzeugt. Umgehend wurden massiv Truppen ins Land verlegt und ein Krieg begonnen, der trotz ständigen Abwiegelns durch die Regierung immer mehr ausgeweitet wurde und schließlich zu den größten und folgenschwersten Flächenbombardements auch mit Kampfstoffen wie Agent Orange seit dem Zweiten Weltkrieg führte.
Im Auftrag des US-amerikanischen Verteidigungsministers Robert McNamara sollte ab 1967 ein Team von 36 Wissenschaftlern die Entwicklung hin zum Indochina-Krieg aus politischer und militärischer Sicht dokumentieren und dabei herausfinden, warum die Vereinigten Staaten im Krieg in Indochina keinen Erfolg hatten, wie das Scheitern hätte verhindert werden können und welche Lehren für die Zukunft daraus zu ziehen seien. Der offizielle Titel des Berichtes lautete Report of the Office of the Secretary of Defense Vietnam Task Force. Autoren des Berichts, Mitarbeiter des Verteidigungsministeriums der Vereinigten Staaten, des State Department und des Weißen Hauses, blieben anonym.
Das Team analysierte Dokumente des Verteidigungsministeriums, des Außenministeriums, der CIA und des Weißen Hauses. Sechs Mitarbeiter des Teams kamen von der RAND Corporation, darunter auch Daniel Ellsberg, der als hochrangiger Mitarbeiter im Verteidigungsministerium an den Vorarbeiten des Bombenkrieges beteiligt war und Kontakt zur Friedensbewegung und zu Aktivisten bekommen hatte, die bereit waren, für ihre Überzeugung Jahre ins Gefängnis zu gehen. Spätestens ab diesem Zeitpunkt begann er, den Vietnamkrieg kritisch zu sehen. Die RAND Corporation erhielt zwei Kopien der geheimen Studie. Ellsberg, der Zugang zu den geheimen Dokumenten hatte, konnte Kopien anfertigen, die 1971 an die New York Times weitergegeben wurden. Das geheime, 7000-seitige Dokument wurde im Sommer 1971 von Ellsberg unter Mithilfe seiner Kinder kopiert und – nach Versuchen der US-Regierung, die Pressefreiheit einzuschränken – von der New York Times und der Washington Post in Teilen publiziert. An einem Band schrieb auch der spätere US-Diplomat und Regierungssonderbeauftragte für Pakistan und Afghanistan, Richard Holbrooke, mit.
Als die New York Times am 13. Juni 1971 die Geschichte zu drucken begann, versuchte die US-Regierung unter Nixon, eine weitere Veröffentlichung zu verhindern.
Präsident Nixon und Justizminister John Mitchell entschlossen sich, vor einem Bundesgericht Klage gegen die New York Times zu erheben. Aus „Gründen der nationalen Sicherheit“ sollte eine weitere Veröffentlichung der Dokumente verhindert werden. Es gelang der Regierung erstmals in der Geschichte der Vereinigten Staaten, die Berichterstattung einer Zeitung per Gerichtsbeschluss zu unterbinden.
Am 18. Juni begann die Washington Post auf Drängen Ellsbergs ebenfalls mit einer Publikation der Papiere. Auch diese Veröffentlichung sollte nach einem Anruf William Rehnquists, des stellvertretenden Justizministers, verhindert werden. Jedoch verweigerte dies die Washington Post konsequent, so dass beide Gerichtsverhandlungen schließlich vor dem Obersten Gerichtshof der USA verhandelt wurden. In dem Bestreben, die Veröffentlichung auf andere Weise herbeizuführen, griff Ellsberg eine schon früher verfolgte Strategie wieder auf, eine Veröffentlichung durch ein Kongressmitglied zu erreichen. Er konnte den Senator Mike Gravel dazu überreden. Dieser trug in einer Sitzung seines Bauausschusses in der Nacht vom 29. auf den 30. Juni 1971, in einem Filibuster im US-Senat große Teile der Pentagon-Papiere vor. Der Senator nutzte dabei die Kongressmitgliedern zustehende politische Immunität, wonach diese für Reden im Kongress nicht strafrechtlich verfolgt werden dürfen. Da er um ein Uhr nachts bei Ende seines Vortrags das einzige noch verbliebene Mitglied des Ausschusses war, beschloss der Ausschuss nun „einstimmig“, insgesamt etwa 4100 Seiten aus dem Dokument in das Protokoll des Kongresses aufzunehmen.
Einen Tag später, am 30. Juni 1971, wurden vom Obersten Gerichtshof der USA in einer 6:3-Entscheidung die Veröffentlichungsverbote als nicht verfassungsgemäß aufgehoben. In dem Grundsatzurteil des obersten Gerichts legten die Richter fest, dass das Geheimhaltungsinteresse des Staates an von Whistleblowern gelieferten geheimen Regierungsdokumenten im Zweifelsfall hinter dem Interesse der Öffentlichkeit und der Pressefreiheit zurückstehen müsse. Einer der Richter schrieb dazu, unter Bezug auf die durch die Pentagon-Papiere aufgedeckte Desinformation der Öffentlichkeit durch die US-Regierung:

“Only a free and unrestrained press can effectively expose deception in government. And paramount among the responsibilities of a free press is the duty to prevent any part of the government from deceiving the people and sending them off to distant lands to die of foreign fevers and foreign shot and shell.”

„Nur eine freie, unbehindert agierende Presse kann wirksam Täuschungen durch die Regierung aufdecken. Und über allen Verantwortlichkeiten einer freien Presse steht die Pflicht, jeglichen Teil der Regierung daran zu hindern, die Menschen zu betrügen und in ferne Länder zu schicken, um an fremdländischen Krankheiten und fremdländischen Kugeln und Granaten zu sterben.“

Die Veröffentlichung der Papiere deckte auf, dass die US-Regierung unter Lyndon B. Johnson sowohl die Öffentlichkeit als auch den Kongress über den Vietnamkrieg jahrelang systematisch belogen hatte.
Der Kongress und die Bevölkerung erfuhren u. a., dass entgegen Beteuerungen mehrerer US-Präsidenten der Krieg schon vor dem offiziellen Eingreifen im Rahmen der Bekämpfung des Kommunismus geplant war und dass die USA den Krieg verdeckt ausgeweitet hatte, durch Bombardierungen von Kambodscha und Laos, Angriffe auf die Küste von Nordvietnam und Angriffe durch das Marinekorps. Die Veröffentlichung erfolgte gegen den Widerstand der Regierung aufgrund einer Entscheidung des höchsten US-Gerichtes. Die Auszüge enthüllten, dass bereits Kriegsvorbereitungen getroffen worden waren, als US-Präsident Johnson noch behauptete, nicht in Vietnam intervenieren zu wollen. Außerdem zeigten die Papiere, dass der Vietnamkrieg trotz steigender Verluste auf US-amerikanischer Seite weitergeführt werden sollte in der Absicht, den militärischen Feind auszubluten.
Nach der Veröffentlichung der Pentagon-Papiere engagierte sich Ellsberg weiterhin politisch. Nach den Enthüllungen des Watergate-Skandals 1973 wurde sein Verfahren wegen unerlaubten Besitzes und Diebstahls von Staatsgeheimnissen wegen juristischer Verfahrensfehler eingestellt. Die Pentagon-Papiere waren nicht zuletzt Anlass für die Verabschiedung des Freedom of Information Act, der Zivilpersonen auf Anfrage Einblick in US-Regierungsdokumente ermöglicht.
Im Juni 2011, zum 40. Jahrestag der Erstveröffentlichung von Auszügen der Dokumente, legte die US-Regierung die Pentagon-Papiere vollständig offen.

## Inhalt
Die Pentagon-Papiere wurden gemeinsam von Mitarbeitern des Außen- und des Verteidigungsministeriums erstellt. Die Dokumente bestehen aus mehreren Einzeldarstellungen, die umfassend und offen alle Aspekte des Indochina-Engagements der USA beschreiben. Dies reicht von der unverfänglichen Darstellung der politischen Beziehungen zu Ländern Asiens bis hin zu Methoden und Strategien der Geheimdienste zur Beeinflussung politischer Verhältnisse und kriegerischer Auseinandersetzungen.

## Kontext
In den 1970er Jahren wurde eine ganze Reihe von Veröffentlichungen durch Whistleblower und Nachrichtenmedien getätigt, die auch im Zusammenhang mit dem zunehmend unpopulär gewordenen Vietnamkrieg und dem Aufbegehren der Bevölkerung gegenüber dem Staat zu betrachten sind: 1971 belegten beispielsweise die gestohlenen Dokumente der Citizens’ Commission to Investigate the FBI die Operation COINTELPRO, zudem erschütterte 1973 die Watergate-Affäre die Öffentlichkeit – in der Summe wurde so der Weg für die Installation des Church Committees geebnet.

## Presse
Die Veröffentlichung der Pentagon-Papiere wurde durch die Weltpresse wie folgt kommentiert:

„Die von Robert McNamara in Auftrag gegebene geheime Vietnam-Studie ist der Traum eines Historikers und der Alptraum eines Staatsmannes.“

„Nicht wider Willen und schicksalhaft, sondern zielstrebig und provokativ, von Kommunismus-Angst besessen, haben drei Präsidenten der USA ihr Land in den Vietnamkrieg geführt – das wies Amerikas Presse vier Wochen lang durch Auszüge aus der Vietnam-Studie des Pentagon nach.“

„Die New York Times riskiert damit, dass sie die Konsequenzen tragen muss. In jedem Fall wird sie mit den Ehren des Krieges daraus hervorgehen.“

„ein Beamter oder Journalist der Sowjetunion, der vertrauliche Dokumente der Regierung an die Öffentlichkeit brächte, würde sich eine sehr strenge Strafe zuziehen.“

„Dann aber, wenn politische Ziele, Sensationslust oder auch nur die Kassa den Blick auf das Gemeinwohl trüben, schaufeln solche Meinungsmacher sich selbst und der Freiheit, die sie fordern, das Grab.“

„Die sozialistische Literaturzeitung Literaturnaja gaseta vermutet, dass hinter der Veröffentlichung der Vietnam-Dokumente handfeste Interessen rivalisierender Industrien in den Vereinigten Staaten stehen. Die Wochenzeitung berichtet, die Zeitungen, die Auszüge aus der Vietnam-Studie des Pentagon veröffentlichten, hätten engste Beziehungen zu Konsumgüterindustrie und zur Rüstungsproduktion für strategische Waffen, die beide von der Fortsetzung des Vietnamkrieges nicht profitieren.“

## Filme
- Die geheimen Papiere des Pentagon, Deutschland 1973, Dokumentarspiel (ZDF) von Peter von Zahn
- Die Pentagon Papiere bei IMDb, USA 2003, Regie: John Holcomb (Spielfilm)
- Der gefährlichste Mann in Amerika – Daniel Ellsberg und die Pentagon-Papiere, USA 2009, Regie: Rick Goldsmith und Judith Ehrlich (Dokumentarfilm)
- Daniel Ellsberg: Secrets – Vietnam and the Pentagon Papers
- Conversations with History: Daniel Ellsberg
- Die Verlegerin, USA 2017, Regie: Steven Spielberg (Spielfilm)